# Cantone di Lanester
Il Cantone di Lanester è una divisione amministrativa dell'arrondissement di Lorient.
A seguito della riforma approvata con decreto del 21 febbraio 2014, che ha avuto attuazione dopo le elezioni dipartimentali del 2015, è passato da 1 a 2 comuni.

## Composizione
Prima della riforma del 2014 comprendeva il solo comune di Lanester.
Dal 2015 i comuni appartenenti al cantone sono i seguenti 2:
- Caudan
- Lanester